# Víctor Víctor
Víctor Víctor (nom de scène de Victor José Victor Rojas) est un chanteur dominicain né le 11 décembre 1948 à Santiago de los Caballeros et mort le 16 juillet 2020 à Saint-Domingue, dont le premier titre a été La Casita avec l'orchestre de Wilfrido Vargas en 1972.

## Biographie
Víctor Víctor a formé les groupes Nueva Forma (1973) et Flamboyán (1978). Mesita de Noche, Ando buscando un amor et Asi Es Mi Amor sont devenus des succès. Des artistes tels que Celia Cruz, Azúcar Moreno, Danny Rivera et Emmanuel ont enregistré ses compositions.
Il a travaillé à la Culture pour le gouvernement dominicain, puis est revenu sur la scène musicale avec l'album Pisando Rayas, qui inclut le single Yo La Tengo qui a été un hit.
En 2006, il a sorti un album Bachata entre amigos produit par le guitariste Juan Francisco Ordóñez comprenant des reprises version bachata de vedettes en duo avec celles-ci.
Víctor Víctor décède du Covid-19 le 16 juillet 2020, dans un hôpital de Saint-Domingue durant la pandémie de Covid-19 en République dominicaine.

## Discographie
- Álbum Rojo (1973)
- Chile Vive (1974)
- Neruda Raíz y Geografía (1974)
- Cotidiano (1975)
- Con Sus Flores y Sus Vainas (1976)
- En Son de Felicidad (avec Francis Santana) (1982)
- Artistas por la Paz / Cara o Cruz (avec José Antonio Rodríguez) (1986)
- Flamboyán (1987)
- Inspiraciones (1990)
- Tu Corazón (1993)
- Un Chin de Veneno (1994)
- Alma de Barrio (1994)
- Cajita de Música (1996)
- Recuento I (1998)
- Pisando Rayas (2001)
- Bachata Entre Amigos (2006)
- Verde y Negro (2007)
- Rojo Rosa (2009)

### Titres deBachata entre amigos
1. Lucía : Joan Manuel Serrat (3:36)
2. Graffiti de amor : Carlos Varela  (3:45)
3. Por amor : Rafael Solano  (3:15)
4. Rabo de nube : Silvio Rodriguez (3:37)
5. Años : Pablo Milanés (3:29)
6. Un vestido y un amor : Fito Páez (3:21)
7. A la sombra de un león : Joaquín Sabina (3:53)
8. Andresito Reyna : Luis Días  (4:10)
9. Créeme : Vicente Feliu (3:34)
10. Dónde estabas Tú : Jose Antonio Rodriguez (4:16)
11. Quiero abrazarte tanto : Víctor Manuel (4:39)
12. No te da : Manuel Jimenez (4:01)
13. Debajo del Puente : Pedro Guerra (3:39)
14. Llanto a la Luna : Jose Manuel Calderon (3:09)
15. Sólo Bachata (en solo) (3:58)